# UTC+1

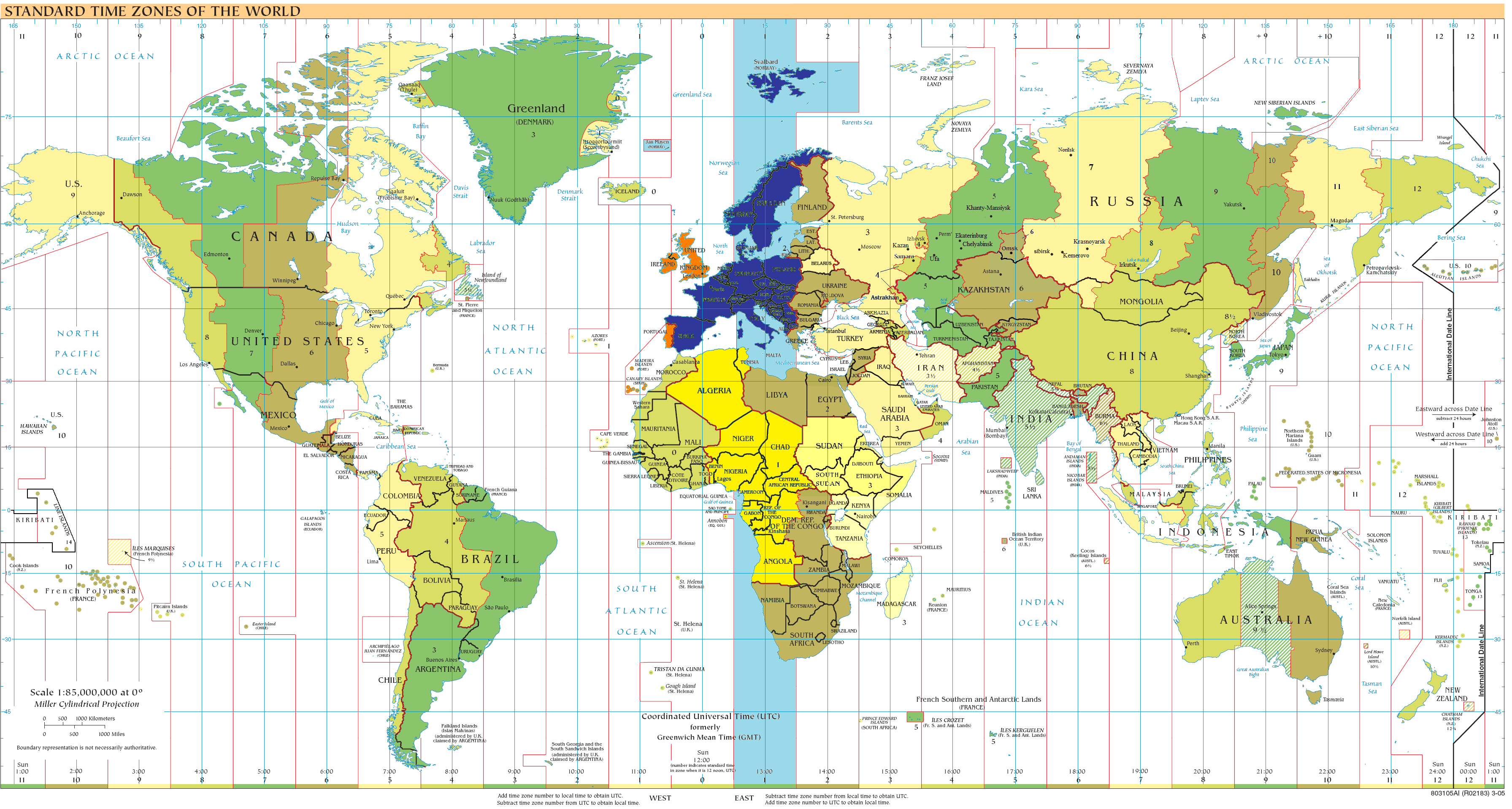
UTC+1: 青-12月前後に適用、橙-6月前後に適用、黄-通年適用、水色-海域

UTC+1とは、協定世界時を1時間進ませた標準時である。

## タイムゾーン

### 標準時（通年）
- 中央ヨーロッパ時間 - CET
  -  アルジェリア
  -  チュニジア
  -  西サハラ
  -  モロッコ
- 西アフリカ時間 - WAT
  -  アンゴラ
  -  ガボン
  -  カメルーン
  -  コンゴ共和国
  -  コンゴ民主共和国
    - キンシャサを含む西部

  -  赤道ギニア
  -  チャド
  -  中央アフリカ
  -  ナイジェリア
  -  ニジェール
  -  ベナン

### 標準時（北半球冬）
- 中央ヨーロッパ時間 - CET
  -  アルバニア
  -  アンドラ
  -  イタリア
  -  オーストリア
  -  オランダ（ヨーロッパ・オランダに限る）
  -  北マケドニア
  -  クロアチア
  -  コソボ
  -  サンマリノ
  -  ジブラルタル（イギリス領）
  -  スイス
  -  スウェーデン
  -  スペイン（カナリア諸島を除く）
  -  スロバキア
  -  スロベニア
  -  セルビア
  -  チェコ
  -  デンマーク（グリーンランド、フェロー諸島を除く）
  -  ドイツ
  -  ノルウェー
    - スヴァールバル諸島およびヤンマイエン島を含む

  -  バチカン
  -  ハンガリー
  -  フランス（海外領土を除く）
  -  ベルギー
  -  ポーランド
  -  ボスニア・ヘルツェゴビナ
  -  マルタ
  -  モナコ
  -  モンテネグロ
  -  リヒテンシュタイン
  -  ルクセンブルク

### 夏時間（北半球）
- 西ヨーロッパ夏時間 - WEST
  -  アイルランド
  -  イギリス（海外領土を除く）
    - イギリスの王室属領を含む
      -  ガーンジー
      -  ジャージー
      -  マン島

  -  スペイン
    -  カナリア諸島

  -  フェロー諸島（デンマーク領）
  -  ポルトガル（アゾレス諸島を除く）